# John C. Tully
John Charles Tully (* 17. Mai 1942 in New York City) ist ein US-amerikanischer Chemiker, der sich mit Physikalischer Chemie und Theoretischer Chemie befasst.
Tully studierte an der Yale University mit dem Bachelor-Abschluss 1964 und wurde 1968 an der University of Chicago in Chemie promoviert (Photoionization of and electron scattering by atoms and molecules). Als Post-Doktorand war er an der University of Colorado und der Yale University. Ab 1970 war er an den Bell Laboratories, wo er ab 1985 die Abteilung chemische Materialwissenschaft (Materials Chemistry Research Department) leitete. 1996 wurde er Professor für Chemie, Physik und Angewandte Physik an der Yale University. Er ist Arthur T. Kemp Professor für Chemie und Direktor des Center for Research on Interface Structures and Phenomena (CRISP).
Er befasst sich unter anderem mit der Simulation chemischer an Metalloberflächen und der Entwicklung theoretischer Methoden wie gemischter klassisch-quantenmechanischer Dynamik, Dynamik mit Pfadintegralen, Dichtefunktionaltheorie mit Nebenbedingungen und Molekularer Dynamik mit elektronischen Übergängen.
1982 erhielt er den Distinguished Technical Staff Award der Bell Laboratories. 1995 erhielt er den Peter Debye Award, 1999 den Madison Marshall Award der American Chemical Society, 2008 den Ira Remsen Award und 2004 den American Chemical Society Award in Theoretical Chemistry. 1980 wurde er Ehrendoktor in Bordeaux. Er ist Mitglied der National Academy of Sciences, der American Association for the Advancement of Science, American Academy of Arts and Sciences (1997), der Connecticut Academy of Science and Engineering, der International Academy of Quantum Molecular Science und ist Fellow der American Physical Society. 2005 war er Guggenheim Fellow. 2020 erhielt er den NAS Award in Chemical Sciences.

## Schriften
- Chemical Dynamics at Metal Surfaces. In: Annual Review of Physical Chemistry. Band 51, 2000, S. 153–178, doi:10.1146/annurev.physchem.51.1.153
- Mode-Selective Control of Surface Reactions. In: Science. Band 312, Nr. 5776, 19. Mai 2006, S. 1004–1005, doi:10.1126/science.1126341
- mit John C. Burant: Nonadiabatic Dynamics via the Classical Limit Schrödinger Equation. In: Journal of Chemical Physics. Band 112, 2000, S. 6097–6103, doi:10.1063/1.481211
- mit Oleg V. Prezhdo und James T. Kindt: Perturbed Ground State Method for Electron Transfer. In: Journal of Chemical Physics. Band 111, 1999, S. 7818–7827, doi:10.1063/1.480117
- Mixed Quantum-Classical Dynamics. In: Faraday Discussions Chem. Soc. Band 110, 1998, S. 407–419, doi:10.1039/A801824C
- Computer Simulation of the Dynamics of Chemical Processes. In: Computers & Chemistry. Band 5, 1981, S. 159–165, doi:10.1016/0097-8485(81)80103-9